# Акрополіс (настільна гра)
Акрополіс (англ. Akropolis) — настільна гра, створена Жулем Месо і випущена в 2022 році видавцем Gigamic. Гра здобула нагороду As d'Or як Гра року у 2023 році. В Україні гра локалізована видавництвом WoodCat.

## Опис
Акрополіс — це гра на викладання плиток, в якій гравці будують грецьке місто за допомогою п'яти різних типів плиток. Кожен тип надає переможні очки різним чином:
- житлові будинки (сині плитки): враховуються лише ті, що входять до найбільшої групи житлових будинків;
- ринки (жовті плитки): не повинні межувати з іншим ринком;
- казарми (червоні плитки): повинні розташовуватись на периферії міста гравця;
- храми (фіолетові плитки): повинні бути повністю оточені;
- сади (зелені плитки): не мають обмежень по розташуванню.

Гравець, який набере найбільше переможних очок до кінця гри, виграє.

## Нагороди
| Рік  | Церемонія | Категорія | Статус      | Примітки |
| ---- | --------- | --------- | ----------- | -------- |
| 2023 | As d'Or   | Гра року  | Нагороджено | [ 2 ]    |